# Anna Karènina (pel·lícula de 2012)
Anna Karènina és una pel·lícula britànica de drama romàntic de 2012 dirigida per Joe Wright i basada en la novel·la del mateix nom de Lev Tolstoi. La història se centra en la tràgica relació amorosa de l'aristòcrata russa Anna Karènina, interpretada per Keira Knightley, i l'oficial rus, el Comte Vronsky, interpretat per Aaron Taylor-Johnson. S'ha doblat al català.
La cinta és la tercera col·laboració de l'actriu britànica Keira Knightley amb el director Joe Wright després d'Expiació i Orgull i prejudici. Jude Law hi participa en el paper del marit d'Anna, Alexei Karenin. Matthew Macfadyen, Kelly Macdonald, Domhnall Gleeson i Alicia Vikander també hi apareixen en rols secundaris.
Produïda per Working Title Films en associació amb StudioCanal, la pel·lícula es va estrenar el 7 de setembre de 2012 al Festival Internacional de Cinema de Toronto i el 9 de novembre als Estats Units. Va aconseguir quatre nominacions als Oscar d'aquell any i sis nominacions als BAFTA, guanyant Jacqueline Durran els dos premis pel millor vestuari.

## Argument
Vegeu: Anna Karènina

## Repartiment
| Intèrpret            | Personatge              |
| -------------------- | ----------------------- |
| Keira Knightley      | Anna Karènina           |
| Jude Law             | Alexei Karenin          |
| Aaron Taylor-Johnson | Comte Vronsky           |
| Matthew Macfadyen    | Oblonsky                |
| Kelly Macdonald      | Dolly                   |
| Emily Watson         | Comtessa Lydia          |
| Olivia Williams      | Comtessa Vronskaya      |
| Cara Delevingne      | Princesa Sorokina       |
| Ruth Wilson          | Princesa Betsy Tverskoy |

## Producció
| Anna Karenina va ser la tercera col·laboració de Keira Knightley amb el director Joe Wright i el seu debut amb Taylor-Johnson. |  | Anna Karenina va ser la tercera col·laboració de Keira Knightley amb el director Joe Wright i el seu debut amb Taylor-Johnson. |
| Anna Karenina va ser la tercera col·laboració de Keira Knightley amb el director Joe Wright i el seu debut amb Taylor-Johnson. |  | |

Joe Wright va ser el director escollit per Working Title Films per portar al cinema una nova adaptació de la novel·la de Lev Tolstoi Anna Karènina, el qual va significar la seva quarta col·laboració junts. Wright va rodar la major part de les seves escenes en un sol plató dels Shepperton Studios que incloïa la representació d'un teatre dels afores de Londres. El compositor italià Dario Marianelli va compondre la banda sonora de la pel·lícula mentre que Jacqueline Durran es va encarregar del vestuari i Sarah Greenwood del disseny de producció. Wright ja havia treballat amb ells tres en anteriors projectes com Pride & Prejudice de 2005. Altres membres de l'equip creatiu van ser el director de fotografia Seamus McGarvey, l'editora Melanie Ann Oliver i el coreògraf Sidi Larbi Cherkaoui.
L'equip interpretatiu va quedar integrat per Keira Knightley com Anna, Jude Law com el seu marit, Aaron Taylor-Johnson com el seu amant, l'actor irlandès Domhnall Gleeson com Konstantin Levin, així com Kelly Macdonald, Olivia Williams, Matthew Macfadyen, Michelle Dockery i Tannishtha Chatterjee. Saoirse Ronan i Andrea Riseborough havien estat considerades per la pel·lícula, però no hi van poder participar. En el seu lloc es van escollir Alicia Vikander i Ruth Wilson respectivament. Ronan va comentar que havia hagut de rebutjar el rol de Kitty, que al cap i a la fi era un paper secundari, per culpa del llarg procés de producció que comportava fer la pel·lícula i que l'hauria obligat a rebutjar papers protagonistes en altres projectes entre la tardor de 2011 i la primavera de 2012. Deixant de banda Anna Karènina Saoirse Ronan va quedar lliure per interpretar papers principals a Byzantium i L'hoste. Holliday Grainger també hi va tenir un rol menor com la Baronesa Shilton.
El juliol de 2011 Keira Knightley va començar els assajos en preparació pel rodatge final que va tenir lloc a finals de 2011. De fet, el rodatge va començar l'octubre de 2011. La pel·lícula va ser distribuïda per Focus Features a Amèrica del Nord i per Universal Pictures International a nivell internacional. La seva estrena va ser el 7 de setembre de 2012 al Regne Unit i el 9 de novembre de 2012 als Estats Units.

## Premis i nominacions
Anna Karènina va aconseguir nominacions destacables en els Festivals de cinema de la temporada 2012-13. De totes elles, sobresurten:

### Premis
- Oscar al millor vestuari per Jacqueline Durran
- BAFTA al millor vestuari per Jacqueline Durran

### Nominacions
- Oscar a la millor fotografia per Seamus McGarvey
- Oscar a la millor banda sonora per Dario Marianelli
- Oscar a la millor direcció artística per Sarah Greenwood i Katie Spencer
- Globus d'Or a la millor banda sonora per Dario Marianelli
- BAFTA a la millor pel·lícula britànica
- BAFTA a la millor fotografia per Seamus McGarvey
- BAFTA a la millor música per Dario Marianelli
- BAFTA al millor maquillatge i perruqueria per Ivana Primorac
- BAFTA al millor disseny de producció per Sarah Greenwood i Katie Spencer